# Anthomedusae
Ordre
Sous-ordres de rang inférieur
- Sous-ordre Filifera
  - Australomedusidae
  - Balellidae
  - Bougainvilliidae
  - Bythotiaridae
  - Cytaeididae
  - Eucodoniidae
  - Eudendriidae
  - Hydractiniidae
  - Laingiidae
  - Niobiidae
  - Oceanidae
  - Pandeidae
  - Proboscidactylidae
  - Protiaridae
  - Ptilocodiidae
  - Rathkeidae
  - Russelliidae
  - Rhysiidae
  - Stylasteridae
  - Trichydridae
- Sous-ordre Capitata
  - Acaulidae
  - Boreohydridae
  - Candelabridae
  - Cladocorynidae
  - Cladonematidae
  - Corymorphidae
  - Corynidae
  - Halimedusidae
  - Hydridae
  - Hydrocorynidae
  - Moerisiidae
  - Polyorchidae
  - Protohydridae
  - Margelopsidae
  - Milleporidae
  - Paracorynidae
  - Pennariidae
  - Porpitidae
  - Solanderiidae
  - Sphaerocorynidae
  - Teissieridae
  - Tubulariidae
  - Tricyclusidae
  - Zancleidae
  - Zancleopsidae

Anthomedusae est un ordre de cnidaires hydrozoaires. Il comprend 2 sous-ordres et environ 1 200 espèces.